# Сборная Ирана по пляжному футболу
Сборная Ирана по пляжному футболу (перс. تیم ملی فوتبال ساحلی ایران‎) — национальная команда, которая представляет Иран на международных соревновательных дисциплинах по пляжному футболу. Управляется Федерацией футбола Ирана. Иран 7 раз участвовал в чемпионатах мира. Лучшим результатом иранцев на мундиале является третье место на турнире 2017 года. Команду возглавляет Али Надери, который вывел Иран на чемпионат мира 2024 года в ОАЭ.
По состоянию на ноябрь 2023 года Иран в мировом рейтинге пляжного футбола занимает 9 место.

## История

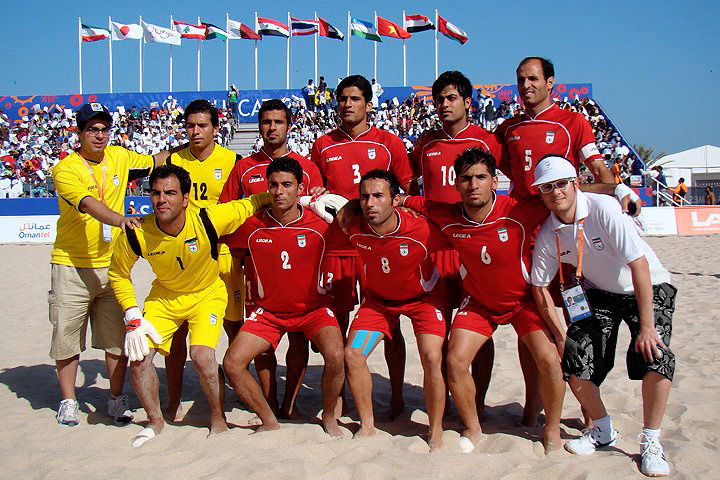
Сборная Ирана в 2010 году

Впервые на чемпионате мира сборная Ирана по пляжному футболу выступила в 2006 году. В своей группе команда уступила Канаде, Испании и Франции, что не позволило ей выйти в следующий раунд. Наилучшим результатом команды в розыгрышах мундиаля стало третье место на турнире 2017 года, где в решающем матче иранцы обыграли Италию (5:3).
Иран участвовал во всех розыгрышах Кубка Азии, где трижды занимал первое место (2013, 2017, 2023) и пять раз финишировал с бронзовыми наградами (2006, 2007, 2008, 2011, 2015). В 2017 году команда установила рекорд Кубка Азии по количеству забитых голов на одном турнире, отправив в сетку ворот соперников 50 мячей.
На Межконтинентальном кубке иранцы побеждали четыре раза (2013, 2018, 2019, 2022), по два раза становились серебряными (2016, 2021) и бронзовыми (2015, 2017) призёрами турнира. Кроме того, Иран побеждал на чемпионате Западной Азии в 2013 году и домашнем Кубке Персии в 2017 и 2018 годах. В мультиспортивных соревнованиях сборная Ирана имеет бронзу Всемирных пляжных игр 2019 года, серебро Игр стран СНГ 2023 года и победы на Пляжных Азиатских играх 2012 и 2014 годов. В июле 2023 года Иран стал вторым на Кубке Наций, прошедшем в России.
В ноябре 2022 года на Межконтинентальном кубке, состоявшемся в ОАЭ и проходившем в разгар протестов в Иране, игроки иранской сборной выражали поддержку и солидарность с протестующими. В частности перед началом финальной игрой футболисты отказались исполнить гимн, после чего руководство Федерации футбола Ирана пообещало наказать спортсменов «не соблюдающих профессиональную и спортивную этику».
Четыре раза у руля команды становился бразильский специалист Марко Октавио, впервые возглавив команду в 2007 году, он возвращался в Иран в 2010, 2012 и 2017 годах. В 2019 году тренером стал Аббас Хашемпур, проработавший до этого восемь лет помощником главного тренера. С октября 2022 года главным тренером является Али Надери. В 2023 году Надери был номинирован на звание лучшего тренера планеты по пляжному футболу.
На чемпионате мира 2017 года игрок сборной Ирана Мохаммад Ахмадзаде был признан лучшим игроком турнира, а Пейман Хоссейни — лучшим вратарём. Лучшим игроком Кубка Азии 2023 года был назван иранец Мослем Месигар.

## Состав
Состав сборной Ирана для участия в чемпионате мира по пляжному футболу 2024 года в ОАЭ, объявленный в феврале 2024 года главным тренером Али Надери.
| №  | Амплуа | Игрок                 | Дата рождения / возраст | Клуб                 |
| -- | ------ | --------------------- | ----------------------- | -------------------- |
| 1  | Вр     | Хамид Бехзадпур       | 31.05.1987, 36 лет      | Могхавемат Голсапуш  |
| 2  | Защ    | Амир Акбари           | 26.01.1992, 32 года     | Доктор Тамин Исфахан |
| 3  | Защ    | Реза Амири            | 19.03.1997, 26 лет      | Могхавемат Голсапуш  |
| 4  | Защ    | Саед Пирамун          | 02.02.1995, 29 лет      | Парс Джонуби         |
| 5  | Нап    | Мохаммад Моради       | 31.08.1996, 27 лет      | Могхавемат Голсапуш  |
| 6  | Нап    | Махди Ширмохаммади    | 28.03.1995, 28 лет      | ЧадорМалу Ардакан    |
| 7  | Нап    | Али Миршекари         | 24.02.1997, 26 лет      | Могхавемат Голсапуш  |
| 8  | Защ    | Мовахед Балторк       | 07.01.1995, 29 лет      | Локомотив            |
| 9  | Нап    | Мухаммад Мохтари      | 04.07.1990, 33 года     | Могхавемат Голсапуш  |
| 10 | Нап    | Мослем Месигар        | 17.09.1984, 39 лет      | Парс Джонуби         |
| 11 | Нап    | Мохаммад Масумизаде   | 26.02.1997, 26 лет      | Могхавемат Голсапуш  |
| 12 | Вр     | Сейедмахди Мирджалили | 05.07.1999, 24 года     | Фулад Хормозган      |

## Достижения
Чемпионат мира по пляжному футболу:
- Третье место: 2017

Кубок Азии по пляжному футболу:
- Первое место (3): 2013, 2017, 2023
- Третье место (5): 2006, 2007, 2008, 2011, 2015

Межконтинентальный кубок по пляжному футболу
- Первое место (4): 2013, 2018, 2019, 2022
- Второе место (2): 2016, 2021
- Третье место (2): 2015, 2017

## Статистика

### Чемпионат мира
| Год            | Раунд                  | Место                  | И                      | В                      | П                      | ГЗ                     | ГП                     |
| -------------- | ---------------------- | ---------------------- | ---------------------- | ---------------------- | ---------------------- | ---------------------- | ---------------------- |
| с 1995 по 2005 | не участвовала         | не участвовала         | не участвовала         | не участвовала         | не участвовала         | не участвовала         | не участвовала         |
| 2006           | Групповой этап         | 16 место               | 3                      | 0                      | 3                      | 10                     | 18                     |
| 2007           | Групповой этап         | 11 место               | 3                      | 1                      | 2                      | 14                     | 14                     |
| 2008           | Групповой этап         | 13 место               | 3                      | 0                      | 3                      | 8                      | 16                     |
| 2009           | Не прошла квалификацию | Не прошла квалификацию | Не прошла квалификацию | Не прошла квалификацию | Не прошла квалификацию | Не прошла квалификацию | Не прошла квалификацию |
| 2011           | Групповой этап         | 13 место               | 3                      | 0                      | 3                      | 13                     | 17                     |
| 2013           | 1/4 финала             | 8 место                | 4                      | 1                      | 3                      | 13                     | 16                     |
| 2015           | 1/4 финала             | 6 место                | 4                      | 2                      | 2                      | 16                     | 16                     |
| 2017           | Матч за 3 место        | 3 место                | 6                      | 4                      | 2                      | 21                     | 18                     |
| 2019           | Не прошла квалификацию | Не прошла квалификацию | Не прошла квалификацию | Не прошла квалификацию | Не прошла квалификацию | Не прошла квалификацию | Не прошла квалификацию |
| 2021           | Не прошла квалификацию | Не прошла квалификацию | Не прошла квалификацию | Не прошла квалификацию | Не прошла квалификацию | Не прошла квалификацию | Не прошла квалификацию |
| 2024           |                        |                        |                        |                        |                        |                        |                        |
| 2025           |                        |                        |                        |                        |                        |                        |                        |
| Всего          | 8/23                   | 8/23                   | 26                     | 8                      | 18                     | 95                     | 115                    |

### Кубок Азии
| Год   | Раунд           | Место      | И  | В  | П  | ГЗ  | ГП  |
| ----- | --------------- | ---------- | -- | -- | -- | --- | --- |
| 2006  | Матч за 3 место | 3 место    | 4  | 2  | 2  | 19  | 21  |
| 2007  | Матч за 3 место | 3 место    | 4  | 2  | 2  | 20  | 15  |
| 2008  | Матч за 3 место | 3 место    | 4  | 2  | 2  | 11  | 7   |
| 2009  | Матч за 3 место | 4 место    | 5  | 3  | 2  | 20  | 12  |
| 2011  | Матч за 3 место | 3 место    | 5  | 4  | 1  | 23  | 11  |
| 2013  | Финал           | Победитель | 5  | 5  | 0  | 43  | 13  |
| 2015  | Матч за 3 место | 3 место    | 5  | 4  | 1  | 29  | 12  |
| 2017  | Финал           | Победитель | 6  | 6  | 0  | 50  | 11  |
| 2019  | 1/4 финала      | 6 место    | 3  | 1  | 2  | 10  | 9   |
| 2023  | Финал           | Победитель | 6  | 6  | 0  | 54  | 12  |
| Всего | Всего           | 10/10      | 47 | 35 | 12 | 279 | 123 |